# Spitsstaartpapegaaiduif
De spitsstaartpapegaaiduif (Treron apicauda) is een vogel uit de familie Columbidae (duiven).

## Verspreiding en leefgebied
Deze soort komt voor van noordelijk India tot Zuidoost-Azië en telt drie ondersoorten:
- T. a. apicauda: van de Himalaya tot zuidwestelijk China en Myanmar.
- T. a. laotianus: zuidelijk China, noordelijk Vietnam en noordelijk Laos.
- T. a. lowei: Thailand en centraal Laos.

## Externe link

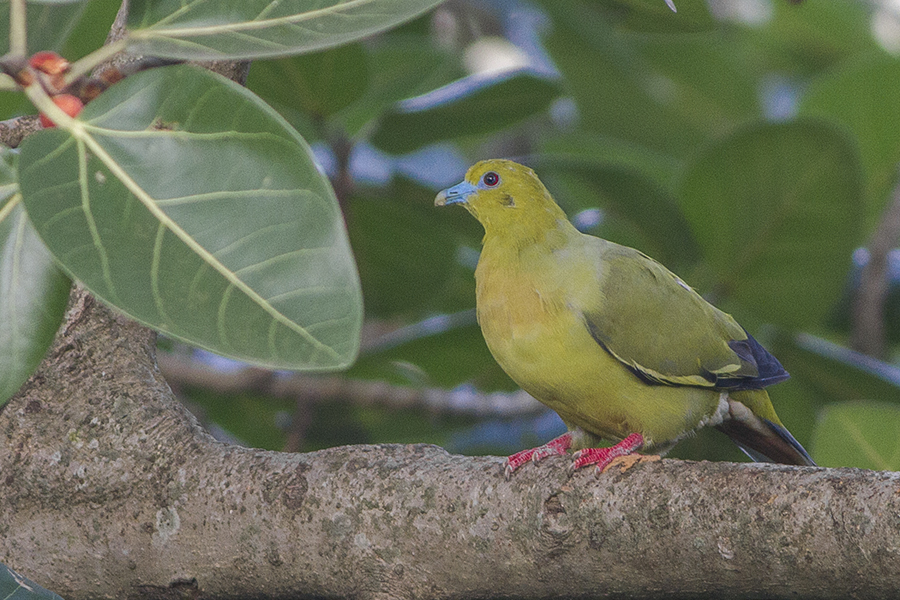